# Liste der Baudenkmale in Splietau
In der Liste der Baudenkmale in Splietau sind die Baudenkmale des niedersächsischen Ortes Splietau aufgelistet. Dies ist ein Teil der Liste der Baudenkmale in Dannenberg (Elbe). Der Stand der Liste ist der 31. Oktober 2021.
Die Quelle der IDs und der Beschreibungen ist der Denkmalatlas Niedersachsen.

## Allgemein
In den Spalten befinden sich folgende Informationen:
- Lage: die Adresse des Baudenkmales und die geographischen Koordinaten. Kartenansicht, um Koordinaten zu setzen. In der Kartenansicht sind Baudenkmale ohne Koordinaten mit einem roten Marker dargestellt und können in der Karte gesetzt werden. Baudenkmale ohne Bild sind mit einem blauen Marker gekennzeichnet, Baudenkmale mit Bild mit einem grünen Marker.
- Bezeichnung: Bezeichnung des Baudenkmales
- Beschreibung: die Beschreibung des Baudenkmales. Unter § 3 Abs. 2 NDSchG werden Einzeldenkmale und unter § 3 Abs. 3 NDSchG Gruppen baulicher Anlagen und deren Bestandteile ausgewiesen.
- ID: die Objekt-ID des Baudenkmales
- Bild: ein Bild des Baudenkmales, ggf. zusätzlich mit einem Link zu weiteren Fotos des Baudenkmals im Medienarchiv Wikimedia Commons. Wenn man auf das Kamerasymbol klickt, können Fotos zu Baudenkmalen aus dieser Liste hochgeladen werden:

## Gruppe baulicher Anlagen
| Lage                                              | Bezeichnung | Beschreibung | ID       | Bild |
| ------------------------------------------------- | ----------- | --- | -------- | ---- |
| Am Moor 3 53° 5′ 44″ N, 11° 8′ 36″ O              | Hofanlage   | Die westlich der Straße nach Seybruch liegende kleine Hofanlage besteht aus einem zurückgesetzten giebelständigen Wohn-/Wirtschaftsgebäude von 1881, das flankiert wird von zwei ebenfalls giebelständigen Wirtschaftsgebäuden aus derselben Zeit. Die umschlossene Hoffläche hat eine Feldsteinpflasterung im Wohnhausbereich; eine große alte Eiche flankiert die Einfahrt an der westlichen Grundstücksgrenze. (Ehemalige Hofanlage Nr. 40.)                                                              | 30826412 |      |
| Dannenberger Straße 4 53° 5′ 40″ N, 11° 8′ 36″ O  | Hofanlage   | Die Gruppe besteht aus zwei straßenbegleitenden Bauten: An der Dannenberger Straße befindet sich traufständig das Wohngebäude, an dem im rechten Winkel nach Süden hiervor abgehenden Eichenweg liegt die zugehörige Scheune, giebelständig zur Dannenberger Straße und traufständig zum Eichenweg. Es handelt sich um zwei Backsteingebäude der zweiten Hälfte des 19. Jahrhunderts. (Ehemalige Hofstelle 13, später auch U.)Sonderstellung durch für die Zeit ungewöhnliche (teure) Ziegel-Massivbauweise. | 30826379 |      |
| Dannenberger Straße 10 53° 5′ 38″ N, 11° 8′ 53″ O | Hofanlage   | Die Hofanlage liegt etwas abseits des Dorfkerns auf dreieckigem Grundstück. Sie besteht aus einem Wohn-Wirtschaftsgebäude von 1874 und einem Schweinestall aus etwa derselben Zeit. (Ehemalige Hofstelle Nr. 35.) | 30826401 |      |

## Einzeldenkmale
| Lage                                              | Bezeichnung               | Beschreibung | ID       | Bild |
| ------------------------------------------------- | ------------------------- | --- | -------- | ---- |
| Am Moor 3 53° 5′ 44″ N, 11° 8′ 36″ O              | Wohn-/ Wirtschaftsgebäude | Zurückgesetztes, giebelständiges, kleines Vierständerhaus in Fachwerk mit Backsteingefachausfüllungen; unter Halbwalmdach in Hohlpfannendeckung. Bodenschwellen auf gemauertem Sockel. Errichtet 1881 (i). Ehemalige Hofstelle Nr. 40. | 30835513 |      |
| Am Moor 3 53° 5′ 44″ N, 11° 8′ 37″ O              | Stall                     | Giebelständiges Fachwerkgebäude mit Backsteingefachausfüllungen, unter hohlpfannengedecktem Satteldach. Errichtet Ende des 19. Jahrhunderts.                                                                                           | 35826815 |      |
| Am Moor 3 53° 5′ 44″ N, 11° 8′ 37″ O              | Scheune                   | Giebelständiges Fachwerkgebäude mit Backsteingefachausfüllungen, unter hohlpfannengedecktem Satteldach. Einfahrt straßenseitig rechts, linke Traufseite massiv ersetzt. Errichtet Ende des 19. Jahrhunderts.                           | 35826834 | BW   |
| Dannenberger Straße 4 53° 5′ 41″ N, 11° 8′ 37″ O  | Wohnhaus                  | Eingeschossiger Backsteinbau unter Satteldach in Hohlpfannendeckung. Giebelseitig geschosstrennende Zahnfriese; Öffnungen segmentbogenförmig überspannt. Errichtet Ende des 19. Jahrhunderts als Zweifamilienhaus für Landarbeiter.    | 30835611 |      |
| Dannenberger Straße 4 53° 5′ 41″ N, 11° 8′ 38″ O  | Scheune                   | Backsteinbau unter Satteldach in Hohlpfannendeckung; ausmittige Längsdurchfahrt; Tore mit Korbbögen überspannt, sonstige Öffnungen mit Segmentbögen. Errichtet Ende des 19. Jahrhunderts. (Ehemalige Hofstelle 13, auch U.)            | 30835590 |      |
| Dannenberger Straße 10 53° 5′ 37″ N, 11° 8′ 54″ O | Wohn-/ Wirtschaftsgebäude | Querdielenhaus in Fachwerk mit Backsteingefachausfüllungen; unter Satteldach. Errichtet 1874 (i). Ehemalige Hofstelle Nr. 35. | 30835532 |      |
| Dannenberger Straße 10 53° 5′ 37″ N, 11° 8′ 55″ O | Stall                     | Langgestreckter eingeschossiger Backsteinbau unter hohlpfannengedecktem Satteldach. Hofseitig ein mittiger Ladeerker. Zahnfries in Traufhöhe. Am Nordostende Futterküche. Errichtet Ende des 19. Jahrhunderts.                         | 37076578 |      |
| Eichenweg 11 53° 5′ 35″ N, 11° 8′ 39″ O           | Wohn-/ Wirtschaftsgebäude | Großes Vierständerhaus in Fachwerk mit Backsteingefachausfüllungen; unter Halbwalmdach. Bodenschwellen auf niedrigem Sockel. Errichtet 1870 (i). (Ehemalige Hofstelle N; ursprünglich Hof Nr. 24.)                                     | 30835551 |      |
| Eichenweg 14 53° 5′ 37″ N, 11° 8′ 35″ O           | Wohn-/ Wirtschaftsgebäude | Vierständerhaus mit Backsteinausfachungen unter Halbwalmdach. Errichtet 1871(i). (Ehemalige Hofstelle Nr. 5, später K.) | 30835650 |      |
| Eichenweg 22 53° 5′ 34″ N, 11° 8′ 33″ O           | Wohn-/Wirtschaftsgebäude  | Vierständerhaus in Fachwerk mit Backsteingefachausfüllungen, unter Halbwalmdach mit Hohlpfannendeckung. Errichtet 1878 (i). | 30835632 |      |

## Ehemalige Baudenkmale
| Lage                                                          | Bezeichnung                               | Beschreibung | ID | Bild |
| ------------------------------------------------------------- | ----------------------------------------- | --- | -- | ---- |
| Nr. 5 (heute: Eichenweg 14) 53° 5′ 37″ N, 11° 8′ 34″ O        | Hofanlage mit Baumbestand und Einfriedung | Große Hofanlage von 1871.                                                                                                   |    |      |
| Nr. 20 (heute: Splietauer Ring 20) 53° 5′ 32″ N, 11° 8′ 38″ O | Hofanlage mit Pflasterung und Baumbestand | Hofanlage von 1871 (die ursprünglich ebenfalls denkmalschutzwürdig eingestufte Pflasterung wurde offensichtlich verändert). |    |      |
| Nr. 20 (heute: Splietauer Ring 20) 53° 5′ 32″ N, 11° 8′ 38″ O | Wohn- und Wirtschaftsgebäude              | Hof von 1871. |    |      |
| Nr. 24 (heute: Eichenweg 11) 53° 5′ 34″ N, 11° 8′ 39″ O       | Wohn- und Wirtschaftsgebäude              | Typisches Vierständer-Hallenhaus von 1870, also direkt nach einem Großbrand im Dorf errichtet.                              |    |      |